# Le Val (Var)
Pour les articles homonymes, voir Le Val (homonymie).
Le Val est une commune française située dans le département du Var, en région Provence-Alpes-Côte d'Azur. Ce village est situé en Pays de La Provence Verte. La commune compte de nombreux monuments, un riche patrimoine mobilier et plusieurs sites naturels.
Ses habitants se nomment les Valois et Valoises.

## Géographie

### Accès
Le Val, au nord de Brignoles, est accessible par la route départementale 554 (entre Brignoles et Châteauvert). La gare SNCF la plus proche était celle de Brignoles ; actuellement ce sont les gares des Arcs, Carnoules et Toulon. L'aéroport le plus proche est celui de Toulon-Hyères. La sortie de l'autoroute A8 la plus proche est la  35, depuis Nice, comme depuis Aix-en-Provence.

### Lieux-dits et hameaux
La commune compte plusieurs hameaux, parmi eux :
- les Grandes Aires
- Saint Marc
- l'Adrech de la Grande Bastide
- Saint Georges
- les Machottes
- Sainte Anne
- la Ribeirotte
- Lou Piboulo
- les Coteaux du Val

### Communes limitrophes
|      | Correns   | Montfort-sur-Argens |
| Bras | du Val    | Carcès              |
|      | Brignoles | Vins-sur-Caramy     |

### Relief
Le village est situé dans la vallée de la Ribeirotte, orientée est-ouest. Des collines encadrent cette vallée, au nord et au sud du village, comme le Pied de Bœuf (351 m) ou le Grand Claous (407 m).

### Géologie
La commune est concernée par deux principaux reliefs :
- le massif des Sambles ;
- le massif du Grand Claou.

### Sismicité
Commune située dans une zone de sismicité faible,.

### Hydrographie et les eaux souterraines
Cours d'eau traversant la commune :
- La commune du Val est arrosée par la Ribeirotte[5](petite rivière), affluent de l'Argens.
- Source de treize Raïs.

### Climat
Pour des articles plus généraux, voir Climat de Provence-Alpes-Côte d'Azur et Climat du Var.
En 2010, le climat de la commune est de type climat méditerranéen franc, selon une étude du Centre national de la recherche scientifique s'appuyant sur une série de données couvrant la période 1971-2000. En 2020, Météo-France publie une typologie des climats de la France métropolitaine dans laquelle la commune est exposée à un climat méditerranéen et est dans la région climatique  Provence, Languedoc-Roussillon, caractérisée par une pluviométrie faible en été, un très bon ensoleillement (2 600 h/an), un été chaud (21,5 °C), un air très sec en été, sec en toutes saisons, des vents forts (fréquence de 40 à 50 % de vents > 5 m/s) et peu de brouillards. 
Pour la période 1971-2000, la température annuelle moyenne est de 14,1 °C, avec une amplitude thermique annuelle de 16 °C. Le cumul annuel moyen de précipitations est de 833 mm, avec 6,3 jours de précipitations en janvier et 2,3 jours en juillet. Pour la période 1991-2020, la température moyenne annuelle observée sur la station météorologique de Météo-France la plus proche, « Montfort-sur-Argens_sapc », sur la commune de Montfort-sur-Argens à 6 km à vol d'oiseau, est de 14,7 °C et le cumul annuel moyen de précipitations est de 789,3 mm. 
La température maximale relevée sur cette station est de 42,5 °C, atteinte le 28 juin 2019 ; la température minimale est de −11 °C, atteinte le 8 janvier 1985,,. 
Les paramètres climatiques de la commune ont été estimés pour le milieu du siècle (2041-2070) selon différents scénarios d'émission de gaz à effet de serre à partir des nouvelles projections climatiques de référence DRIAS-2020. Ils sont consultables sur un site dédié publié par Météo-France en novembre 2022.

## Urbanisme

### Typologie
Au 1er janvier 2024, Le Val est catégorisée commune rurale à habitat dispersé, selon la nouvelle grille communale de densité à sept niveaux définie par l'Insee en 2022.
Elle appartient à l'unité urbaine de Brignoles, une agglomération intra-départementale regroupant trois  communes, dont elle est une commune de la banlieue,,. Par ailleurs la commune fait partie de l'aire d'attraction de Brignoles, dont elle est une commune de la couronne,. Cette aire, qui regroupe 10 communes, est catégorisée dans les aires de moins de 50 000 habitants,.

### Occupation des sols
L'occupation des sols de la commune, telle qu'elle ressort de la base de données européenne d’occupation biophysique des sols Corine Land Cover (CLC), est marquée par l'importance des forêts et milieux semi-naturels (70,9 % en 2018), une proportion sensiblement équivalente à celle de 1990 (71 %). La répartition détaillée en 2018 est la suivante : 
forêts (52,4 %), milieux à végétation arbustive et/ou herbacée (17,8 %), zones agricoles hétérogènes (10,4 %), zones urbanisées (8,8 %), cultures permanentes (8 %), terres arables (1,3 %), mines, décharges et chantiers (0,7 %), espaces ouverts, sans ou avec peu de végétation (0,7 %). L'évolution de l’occupation des sols de la commune et de ses infrastructures peut être observée sur les différentes représentations cartographiques du territoire : la carte de Cassini (XVIIIe siècle), la carte d'état-major (1820-1866) et les cartes ou photos aériennes de l'IGN pour la période actuelle (1950 à aujourd'hui).

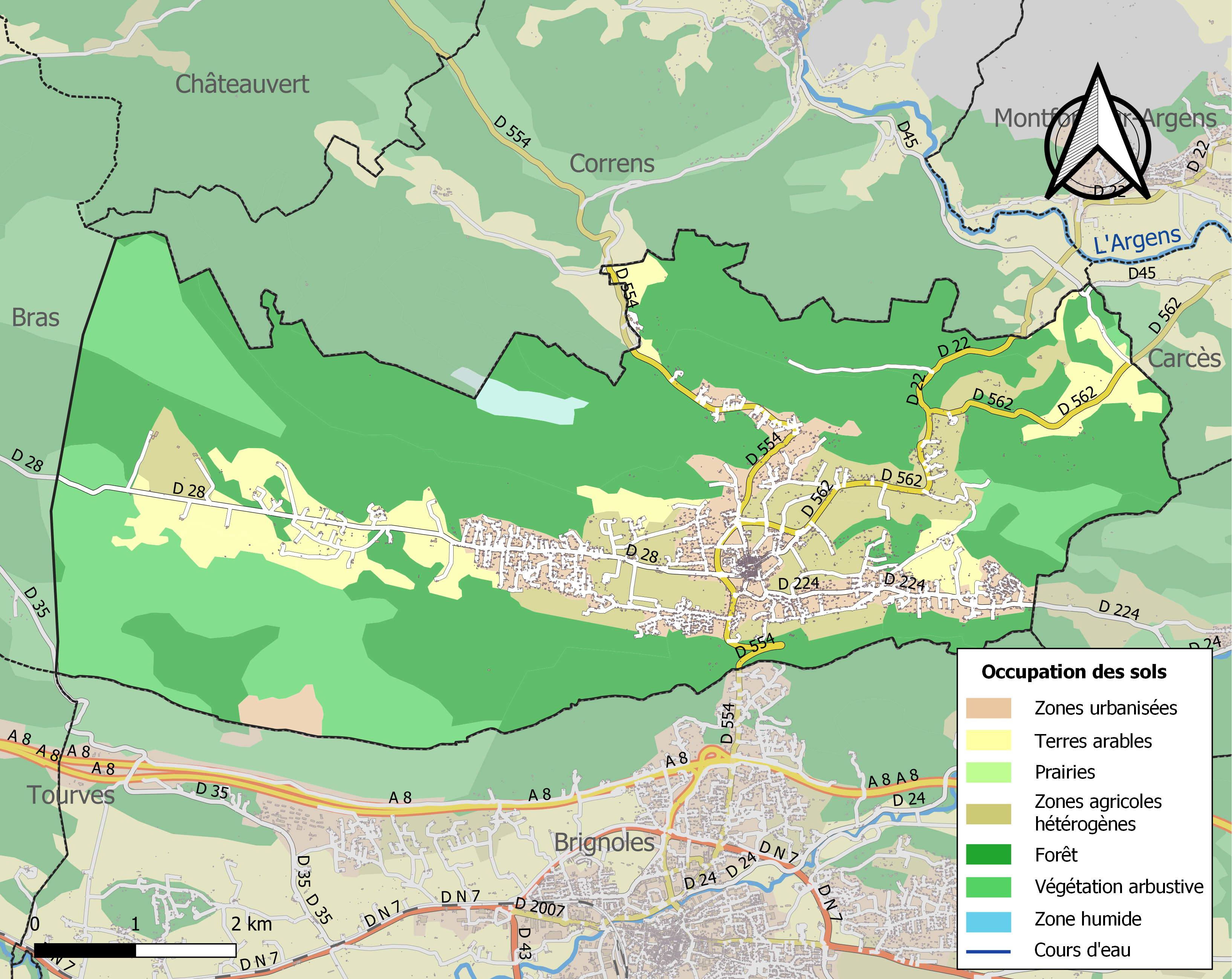
Carte des infrastructures et de l'occupation des sols de la commune en 2018 (CLC).

## Toponymie
Le nom Le Val, Lo Vau en Occitan.

## Histoire
Il y a 4 500 ans, les premiers habitants s’étaient blottis au pied de la falaise des Essartènes. Des dolmens situés sur la crête séparent Le Val de Brignoles. 300 ans avant notre ère est construit un oppidum sur la colline de Paracol, site qui sera occupé jusqu’au Xe siècle, et où se réfugie la population lors des invasions.
En 973, le comte Guillaume Ier le Libérateur délivre la Provence des Sarrasins, et distribue des terres à ses chevaliers. À la famille de Châteaurenard échoit le Val, ainsi que Paracol, Correns, etc. En 979, Mathilde de Châteaurenard fait don de ses terres à l’abbaye de Montmajour. Sa fille Balde fait construire une église qui est consacrée en 1068. Dès lors, les habitants s’installent tout autour de cette église et du prieuré et construisent des remparts, dont il reste deux portes : la tour de l'Horloge (dont le magnifique campanile en fer forgé date de 1734) et la porte de la Dîme. En 1149, les religieux de Montmajour accordent la franchise municipale aux habitants du Val, qui choisissent leurs premiers consuls. Apparaissent alors moulins, fontaines, lavoirs, tanneries. En 1595, le consul Debergue trame un attentat contre le duc d'Épernon qui ravageait les terres alentour. Lors de la Première Guerre mondiale, 43 Valois tombent au champ d'honneur, et une dizaine à la Seconde.

## Politique et administration

### Budget et fiscalité 2020
En 2020, le budget de la commune était constitué ainsi :
- total des produits de fonctionnement : 3 784 000 €, soit 862 € par habitant ;
- total des charges de fonctionnement : 3 473 000 €, soit 791 € par habitant ;
- total des ressources d’investissement : 1 895 000 €, soit 431 € par habitant ;
- total des emplois d’investissement : 889 000 €, soit 202 € par habitant ;
- endettement : 2 044 000 €, soit 566 € par habitant.

Avec les taux de fiscalité suivants :
- taxe d’habitation : 12,65 % ;
- taxe foncière sur les propriétés bâties : 18,26 % ;
- taxe foncière sur les propriétés non bâties : 96,04 % ;
- taxe additionnelle à la taxe foncière sur les propriétés non bâties : 0 % ;
- cotisation foncière des entreprises : 0 %.

Chiffres clés Revenus et pauvreté des ménages en 2018 : médiane en 2018 du revenu disponible, par unité de consommation : 21 820 €.

### Intercommunalité
Le Val est l'une des 28 communes de la communauté d'agglomération de la Provence Verte.

### Jumelages
- Ceva (Italie) depuis 1992.

## Démographie
L'évolution du nombre d'habitants est connue à travers les recensements de la population effectués dans la commune depuis 1793. Pour les communes de moins de 10 000 habitants, une enquête de recensement portant sur toute la population est réalisée tous les cinq ans, les populations de référence des années intermédiaires étant quant à elles estimées par interpolation ou extrapolation. Pour la commune, le premier recensement exhaustif entrant dans le cadre du nouveau dispositif a été réalisé en 2004.

En 2022, la commune comptait 4 257 habitants, en évolution de −0,93 % par rapport à 2016 (Var : +4,98 %, France hors Mayotte : +2,11 %).
| 1793  | 1800  | 1806  | 1821  | 1831  | 1836  | 1841  | 1846  | 1851  |
| ----- | ----- | ----- | ----- | ----- | ----- | ----- | ----- | ----- |
| 1 874 | 1 760 | 1 763 | 1 754 | 1 752 | 1 756 | 1 734 | 1 710 | 1 695 |

| 1856  | 1861  | 1866  | 1872  | 1876  | 1881  | 1886  | 1891  | 1896  |
| ----- | ----- | ----- | ----- | ----- | ----- | ----- | ----- | ----- |
| 1 629 | 1 600 | 1 564 | 1 626 | 1 483 | 1 420 | 1 352 | 1 232 | 1 176 |

| 1901  | 1906  | 1911  | 1921 | 1926  | 1931 | 1936 | 1946 | 1954 |
| ----- | ----- | ----- | ---- | ----- | ---- | ---- | ---- | ---- |
| 1 201 | 1 142 | 1 051 | 951  | 1 025 | 967  | 801  | 882  | 907  |

| 1962 | 1968 | 1975  | 1982  | 1990  | 1999  | 2006  | 2009  | 2014  |
| ---- | ---- | ----- | ----- | ----- | ----- | ----- | ----- | ----- |
| 916  | 972  | 1 308 | 1 699 | 2 893 | 3 363 | 3 867 | 4 022 | 4 242 |

| 2019  | 2022  | - | - | - | - | - | - | - |
| ----- | ----- | - | - | - | - | - | - | - |
| 4 292 | 4 257 | - | - | - | - | - | - | - |

## Économie

### Commerces et artisanats
- Commerces et services traditionnels sur la commune.
- Le vendredi matin se tient un marché provençal.
- Chaque premier week-end de septembre, Le Val accueille la Foire à la saucisse[29]. Elle célébra sa 390e édition en 2018.

### Industrie
Dans le secteur de l'industrie du disque, le studio Miraval est situé sur la commune de Correns. Ce studio d'enregistrement, créé par Jacques Loussier, a accueilli de nombreux artistes nationaux et internationaux, notamment AC/DC (album Blow Up Your Video), The Cure (album Kiss Me, Kiss Me, Kiss Me), Pink Floyd (album The Wall), Muse (album Black Holes and Revelations), The Cranberries, Indochine, Téléphone, Rammstein (album Mutter), entre autres.

### Tourisme
Commune membre du Pays de la Provence Verte qui a obtenu le label « Villes et Pays d'art et d'histoire ».
- Hôtels, Gîtes ruraux, chambres d'hôtes[31],
- Restaurants.

### Agriculture
- Coopérative vinicole et oléicole de Le Val[32],[33],[34].
- Domaines vinicoles[35] :
  - Ancien domaine des Comtes de Provence, Château Réal Martin[36].
  - Domaine Fontainebleau en Provence[37].
  - Les Vignerons de Correns[38].
- Vestiges Saint-Georges : oléiculture ; habitat ; villa (?)[39].

## Culture locale et patrimoine
La commune compte de nombreux monuments et un riche patrimoine mobilier.

### Culture
Le Musée du santon propose une collection de santons provençaux et de crèches internationales, dans l’ancien four banal du Moyen Age. musée municipal.
Dans la salle Marcel-Pagnol, la Crèche animée en son et lumière présente des santons habillés, mis en scène le soir de Noël. musée municipal.
La Crèche Rossellini permet de découvrir une grande crèche provençale d'influence napolitaine, sous un diorama. musée municipal.
Le Musée du jouet ancien et de la figurine historique rassemble des collections de jouets anciens (certains datent de 1850) et de figurines historiques. musée municipal.
Le Musée d'art sacré réunit des objets de culte, des ex-voto et du mobilier liturgique appartenant à la commune. musée municipal.
La Maison de l'olivier présente une collection de vieux outils et explique l'activité oléïcole. au Val et en Méditerranée. musée municipal.
La Maison de la route médiévale propose une exposition permanente sur la route médiévale qui allait de Grasse à Brignoles. musée municipal.
La Maison de l’archéologie, siège de l'Association ASER du Centre-Var (Association de Sauvegarde, d'Etude et de Recherche pour le patrimoine naturel et culturel du Centre-Var).

### Patrimoine religieux
- L'église Notre-Dame-de-l’Assomption, église romane érigée en 1009.

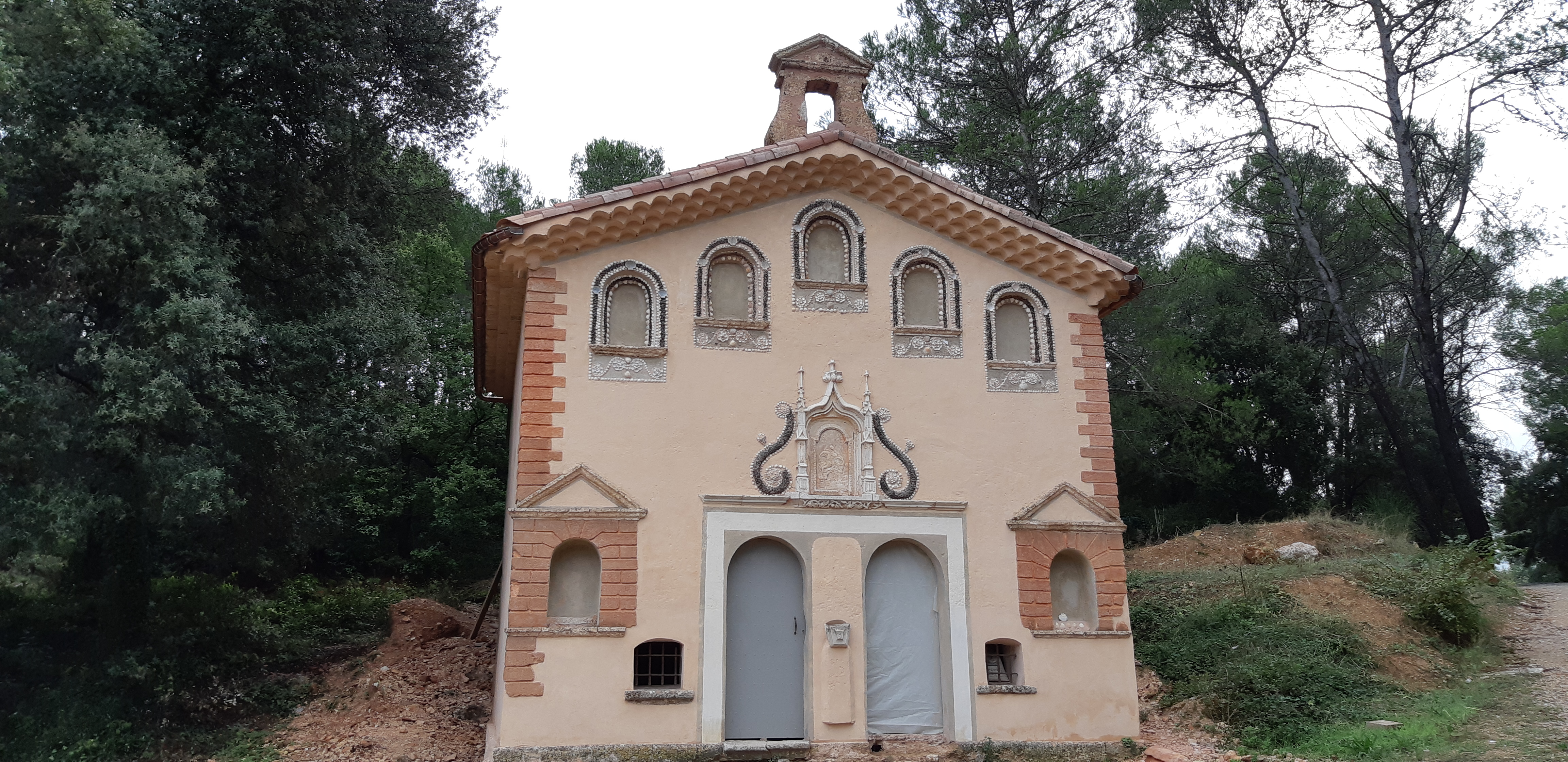
Chapelle Notre-Dame-de-Pitié, en cours de restauration.

* Chapelles :
La Chapelle Notre-Dame-de-Pitié : Cette chapelle est protégée au titre des monuments historiques.
- La chapelle des Congrégations : Attenante à l'église (on y accède par la chapelle Saint-Joseph), elle fut construite en 1866. Sa remarquable décoration est de l’époque et du style Napoléon III.
- La chapelle Saint-Cyriaque[51].
- La chapelle Saint-Blaise[51].
- La chapelle Notre-Dame-de-Paracol[51].
- La chapelle des Pénitents-Noirs, XVIe siècle, aménagée en musée d'Art Sacré présentant une collection d'ex-votos, de vêtements religieux, de tableaux et d'objets de culte.
- La chapelle des Congrégations des enfants de Marie.

* Monuments commémoratifs :
- Le monument aux morts[53],
- Plaque commémorative 1939-1945 sur la fontaine du Souvenir français[54],
- Deux stèles 1939-1945, situées de chaque côté de l'entrée de la mairie, place des Martyr-de-la-Liberté - "Le Val à ses libérateurs CC1 du Général Sudre 1re division blindée 18/08/1944".
- Plaque commémorant le 19 mars 1962, date du cessez-le-feu en Algérie (AFN-Algérie 1954-1962), en mémoire des victimes civiles et militaires.

### Autres éléments de patrimoine
- Abris gravés dits abris des Eissartènes[55],[56],[57],[58],[59].
- L’Hôtel de ville : Il fut construit en 1886 et restauré en 1986. À l’intérieur on peut y admirer une salle du Conseil avec un plafond à la française, un triptyque de l'histoire du Val.
- Le portail de La Dîme : c’est l’une des portes des remparts du Moyen Âge.
- La tour de l’Horloge[60] et sa cloche de 1633[61]. c’est un beffroi dominé par un campanile de fer forgé de 1754 et porte principale des remparts.
- La place des Remparts : c’est une partie des remparts du Moyen Âge qui accompagne une tour de défense dite à la gorge ouverte.ces deux moulins datent du XVIIIe siècle.
- Le Vieux Lavoir : les éléments de l’ancienne halle du marché du XVIe siècle[62] ont été réemployés pour couvrir ce lavoir.
- Le Jardin-théâtre du Paradou[63] : sur le mur de scène apparaît une sculpture monumentale : allégorie de la Comédie réalisée par Marcel le Couëdic.
- Le Jardin des Gorguettes[64] : ce jardin des senteurs botaniques provençales avec un aqueduc du XIVe siècle a été réalisé pour amener l’eau de la source des Treje Raï aux fontaines et aux moulins.

### Patrimoine environnemental
Le patrimoine naturel et faunistique. Le Val d’Argens s’inscrit dans le Réseau Natura 2000 qui présente un fort intérêt pour la préservation des chauves-souris. Diverses espèces sont présentes, dont certaines en effectif important.

### Héraldique
| Blason de Le Val | Blason  | D'azur aux deux montagnes cousues de sable mouvant des flancs, formant un val planté d’un cep du même feuillé et fruité d’or accolé à un échalas d’argent surmonté d’un croissant aussi d’argent. |
| Blason de Le Val | Détails | Devise: « valen sempre valent ». |
| Blason de Le Val | Alias   | D'azur au valet de menuisier d'argent. (D'Hozier, de Bresc) |

## Équipements et services

### Transports urbains
Plusieurs lignes de bus desservent Le Val, vers les communes voisines :
- Aups - Brignoles ;
- Saint-Maximin-la-Sainte-Baume - Carcès ;
- Brignoles - Lorgues ;
- La Verdière - Brignoles.

### Enseignement
Les élèves du Val commencent leur scolarité sur la commune, qui dispose d'une école maternelle et primaire. Le collège et le lycée de Brignoles les accueillent pour la suite.
Les universités les plus proches se situent à Toulon, Nice, Aix-en-Provence et Marseille.

### Associations diverses
Plusieurs associations sont actives sur la commune :
- football ;
- pétanque et boules lyonnaises ;
- tennis ;
- karaté ;
- comité des fêtes ;
- association culturelle valoise ;
- pêche ;
- l’Association de Sauvegarde, d'Etude et de Recherche pour le patrimoine naturel et culturel du Centre-Var (ASER)[69], Maison de l’archéologie n° 21, rue république

### Santé
Plusieurs professionnels de santé sont présents sur la commune. En revanche, l’hôpital le plus proche se situe à Brignoles.

## Vie locale

### Cultes
La paroisse catholique Notre-Dame de l’Assomption du Val dépend du doyenné de Brignoles, au diocèse de Fréjus-Toulon. Elle est la paroisse principale de Vins-sur-Caramy et depuis 2018, de Bras.

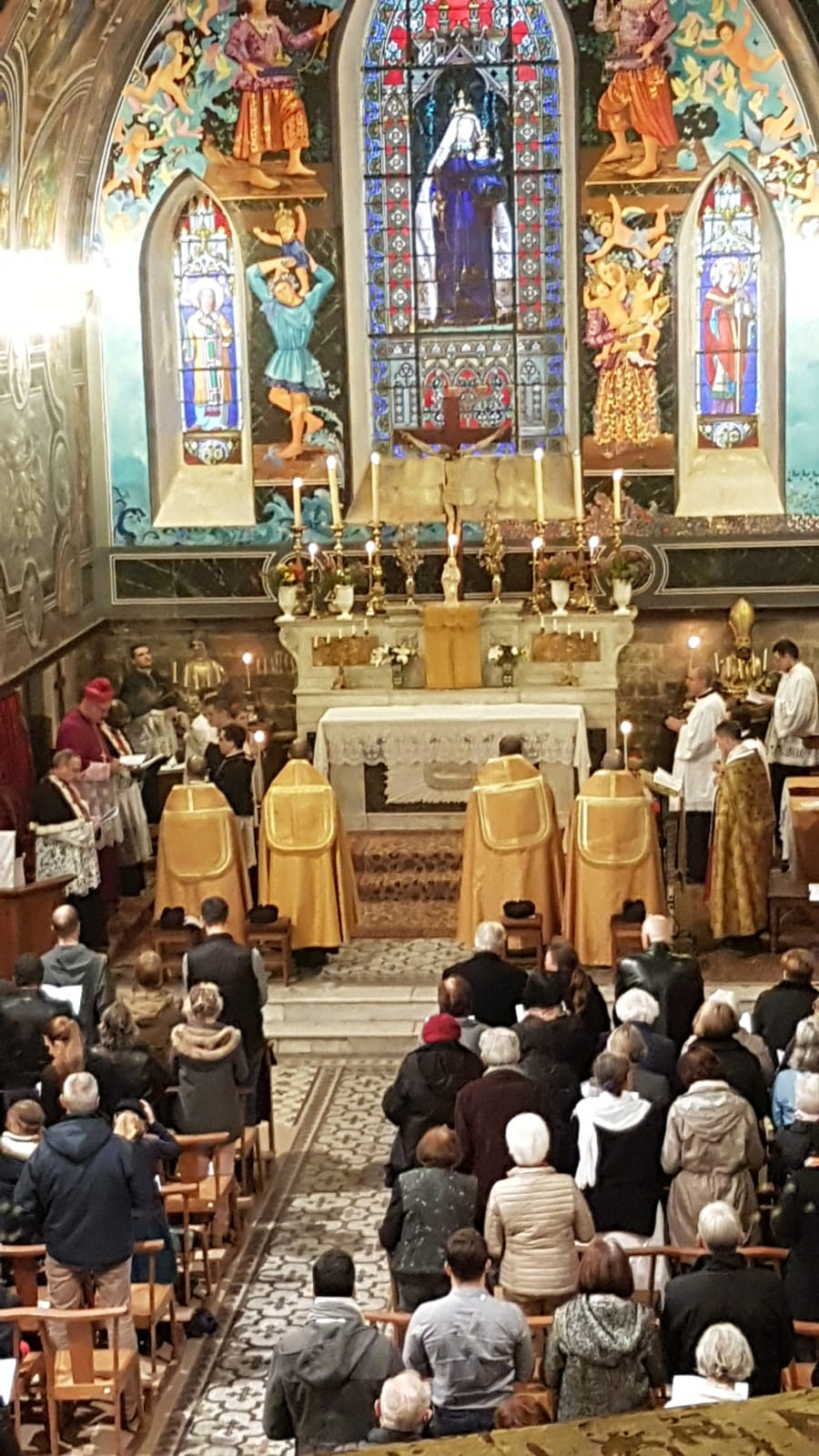
Vêpres solennelles à quatre chapiers avec assistance pontificale au trône, à l'occasion des 950 ans de la dédicace de l'église du Val, le 11 novembre 2018.

| Période   | Curé                       | Qualité    |  |
| --------- | -------------------------- | ---------- |  |
|           |                            |            |  |
| 2013-2017 | Chanoine Dieudonné Massona | Curé-doyen |  |
| 2017-     | Abbé Rémi Régnier          | Curé       |  |

En mai 2018, Mgr Dominique Rey, évêque de Fréjus-Toulon, y établit en sus du curé de la paroisse un collège de chanoines séculiers[réf. nécessaire] d'abord installés au Trayas. Le 25 octobre, il érige l'église en collégiale ad tempus, première en France depuis la Constitution civile du Clergé du 12 juillet 1790, et vient y présider vêpres solennelles et Salut du Saint-Sacrement le 11 novembre, à l'occasion du 950e anniversaire de la dédicace de l'église et du centenaire de la Grande Guerre.

### Congrégations
De mai 2018 à octobre 2019, les chanoines du chapitre de Saint-Remi assurent le Service divin en la collégiale du Val, dans la liturgie latine traditionnelle. Ils résident au siège du Chapitre, en la Maison Saint-Louis-d'Anjou au presbytère, ancien prieuré bénédictin du XIe siècle partagé avec le curé.

### Environnement
La gestion de l'environnement, et notamment le traitement des déchets, est mutualisé avec les communes voisines, via le SIVED 83, syndicat intercommunal.

## Personnalités liées à la commune
- Alfred Gautier, né le Copié sur le 22/03/1920 et mort le 05/03/2008, maire de Le Val de mars 1983 à mars 2008, Président de l'Association des Maires du Var de 1998 à 2004[77],

Fondateur de l’Association des maires ruraux du Var et fondateur et premier grand maître de la confrérie de Sant Antoni dou pourquié,.
-  Brad Pitt et Angelina Jolie ont fait l’acquisition en 2011 du château de Miraval pour une somme de 35 millions d’€. Ils s’y marient en 2014. Depuis leur divorce, des rumeurs circulent à propos du fait que Brad Pitt veuille s’y installer à plein temps.
-  George Lucas acquiert en 2017 le château de Margüi pour la somme de 9,5 millions d’€.
-  George Clooney et sa femme Amal Clooney font l’acquisition en 2021 du domaine de Canadel pour une somme de plus de 8 millions d’€. À la suite des inondations dans la commune du Val, le couple effectue un don de 20 000 €,.